# Рогозна (Сквирский район)
Рого́зна (укр. Рогізна) — село, входит в Сквирский район Киевской области Украины.
Население по переписи 2001 года составляло 563 человека. Почтовый индекс — 09020. Телефонный код — 4568. Занимает площадь 2,75 км². Код КОАТУУ — 3224086201.

## Местный совет
09020, Київська обл., Сквирський р-н, с.Рогізна, вул.Гагаріна,10

## История
В XIX веке село Рогозна было в составе Чубинецкой волости Сквирского уезда Киевской губернии. В селе была Аннинская церковь.